# Jeppe Gertsen
Jeppe Spliid Gertsen, (Spliid) (Gertsen) (født 9. februar 1997) er en dansk fodboldspiller, der spiller for Fc Fredericia og havde Superlige debut i Silkeborg.

## Klubkarriere
Gertsen er født i Aarhus og startede sin karriere i AGF, inden han i 2009 skiftede til Silkeborg IF's U/13-hold. Gradvis rykkede han op igennem ungdomsrækkerne sideløbende med sin gymnasielle uddannelse på Silkeborg Gymnasium, som han færdiggjorde i 2017. I sommeren 2015, mens han spillede for U/19-holdet, skrev han under på en treårig kontraktforlængelse. I samme periode begyndte han at træne med klubbens førstehold. Han var samlet set på bænken otte gange i løbet af sæsonerne 2015-16 og 2016-17. Udover dette, vandt han i 2014 Danmarksmesterskabet i streetfodbold med sit hold Tilst-Legends.

### Silkeborg IF
Gertsen fik sin debut for førsteholdet den 19. september 2017, da han startede inde og spillede alle 90 minutter i anden runde af DBU Pokalen 2017-18 i en kamp mod Kjellerup IF.
Debuten i Superligaen kom den 10. december 2017, da han erstattede Davit Skhirtladze i de sidste minutter af en 2-1-sejr over Odense. I januar 2018 skrev han under på en treårig kontraktforlængelse, således parterne havde papir på hinanden frem til sommeren 2021.
i 2018 var Jeppe den helt store pokal helt for Silkeborg, da de kom til finalen mod Brøndby. Her scorede han 3 kampafgørende mål i 3 forskellige kampe, der var med til at sikre Silkeborg finale pladsen. Dette var bl.a. på sakse til 1-2 i semifinalen mod Randers. Her: https://www.youtube.com/watch?v=xV5vbvWl7Gk
Fc Fredericia
Spliid skrev kontrakt med Fc Fredericia sommeren 2021, forløbende to år.[kilde mangler]